# Унугловатъёган
Унугловатъёган (устар. Ун-Угловат-Юган) — река в Шурышкарском районе Ямало-Ненецкого АО. Сливаясь с левым притоком Айугловатъёган, образует реку Угловатъёган. Длина реки составляет 23 км. Высота устья — 21 м над уровнем моря.

## Данные водного реестра
По данным государственного водного реестра России относится к Нижнеобскому бассейновому округу, водохозяйственный участок реки — Обь от впадения реки Северная Сосьва до города Салехард, речной подбассейн реки — бассейны притоков Оби ниже впадения Северной Сосьвы. Речной бассейн реки — (Нижняя) Обь от впадения Иртыша.